# Libertarianism verde
Libertarismul verde este o formă a ecologismului. Alternativ, este o formă de libertarianism în care piața liberă oferă rezultate benefice pentru mediu (sau benigne).
Marcel Wissenburg⁠(en)[traduceți] (2009) susține că susținătorii acestuia din urmă cuprind o minoritate de teoreticieni politici verzi.